# Villeherviers
Villeherviers é uma comuna francesa na região administrativa do Centro, no departamento Loir-et-Cher. Estende-se por uma área de 38,07 km². Em 2010 a comuna tinha 467 habitantes (densidade: 12,3 hab./km²).